# نگار (بازیگر)
سیما حاجی‌خانی (۴ آبان ۱۳۳۴ – ۲۴ دی ۱۳۹۶) که با نام هنری نگار شناخته می‌شود، بازیگر ایرانی بود. فعالیت هنری او با بازی در فیلم محلل (۱۳۵۰) و با نام اصلی خود آغاز شد و سپس با نام هنری نگار در چندین فیلم و مجموعه تلویزیونی ظاهر شد. او پس از انقلاب ۱۳۵۷ ایران خود را بازنشسته کرد.

## زندگی و پیشه
او نخستین بار با بازی در فیلم محلل (۱۳۵۰) به فعالیت بازیگری روی آورد و سپس در نقش محبوبه در مجموعه تلویزیونی خانه‌به‌دوش (۱۳۵۲) ایفای نقش کرد. سپس با نقش‌آفرینی‌هایش در مجموعه‌های تلویزیونی خانه بی‌زن (۱۳۵۲)، طلاق (۱۳۵۵) و فیلم‌های عیالوار (۱۳۵۲)، مراد برقی و هفت دخترون (۱۳۵۳) و صدای صحرا (۱۳۵۴) به شهرت رسید.
حاجی‌خانی پس از انقلاب ۱۳۵۷ از بازیگری کناره گرفت و در ۲۴ دی ۱۳۹۶ بر اثر سرطان در تهران درگذشت.

## فیلم‌شناسی

### فیلم
- محلل (۱۳۵۰)
- غریبه (۱۳۵۱)
- عیالوار (۱۳۵۲)
- مراد برقی و هفت دخترون (۱۳۵۳)
- صدای صحرا (۱۳۵۴)

### تلویزیون
| سال  | نام          | سمت    | کارگردان       | توضیحات         |
| ---- | ------------ | ------ | -------------- | --------------- |
| ۱۳۵۰ | سرکار استوار | بازیگر | پرویز کاردان   |                 |
| ۱۳۵۲ | خانه‌به‌دوش    | بازیگر | پرویز کاردان   | در نقش «محبوبه» |
| ۱۳۵۵ | خانه بی‌زن    | بازیگر | پرویز کاردان   |                 |
| ۱۳۵۶ | طلاق         | بازیگر | مسعود اسداللهی |                 |